# Torneo Acropolis 2002
Il Torneo Acropolis 2002 si è svolto dal 14 al 16 giugno 2002.

Gli incontri si sono svolti nell'impianto ateniese "Olympiahalle".

## Partecipanti
- Croazia
- Grecia
- Italia
- Lituania

## Risultati
| Atene 14 giugno | Lituania | 94 – 82 | Croazia | Olympiahalle |

| Atene 14 giugno | Grecia | 64 – 66 | Italia | Olympiahalle |

| Atene 15 giugno | Croazia | 71 – 84 | Grecia | Olympiahalle |

| Atene 15 giugno | Italia | 62 – 73 | Lituania | Olympiahalle |

| Atene 16 giugno | Croazia | 79 – 95 | Italia | Olympiahalle |

| Atene 16 giugno | Grecia | 78 – 44 | Lituania | Olympiahalle |

## Classifica Finale
| -  | Team     | PT | V - P | PF - PS   |
| -- | -------- | -- | ----- | --------- |
| 1. | Grecia   | 4  | 2 - 1 | 226 - 181 |
| 2. | Lituania | 4  | 2 - 1 | 211 - 222 |
| 3. | Italia   | 4  | 2 - 1 | 223 - 216 |
| 4. | Croazia  | 0  | 0 - 3 | 232 - 273 |

## MVP
| Titolo | Giocatore      | Nazionalità |
| ------ | -------------- | ----------- |
| MVP    | Antōnīs Fōtsīs | Grecia      |